# Cot Jambo
Cot Jambo is een bestuurslaag in het regentschap Aceh Besar van de provincie Atjeh, Indonesië. Cot Jambo telt 330 inwoners (volkstelling 2010).